# 宮原二郎

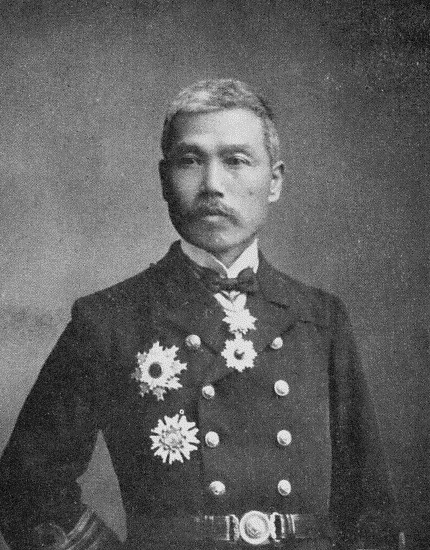
宮原二郎

宮原 二郎（みやはら じろう、1858年8月15日（安政5年7月7日） -  1918年1月15日）は、日本の海軍軍人、華族。海軍機関中将正四位勲二等功三級男爵工学博士。宮原式水管缶の発明者。

## 経歴
宮原成叔の長男として生まれ、幕臣宮原木石の養子となる。静岡学問所を経て、1872年、海軍兵学寮予科に入学。その後、イギリスに留学し、グリニッチ海軍大学校3年課程で学んだ。1883年3月、中機関士任官。主船局機関課、イギリス駐在、艦政局機関課長、兼帝国大学工科大学教授、横須賀鎮守府造船部計画科長、造船造兵監督官（イギリス出張）などを歴任し、1896年4月、造船大監に進級。
海軍省軍務局造船課課僚などを経て、1900年5月、機関総監に進級。艦政本部第4部長を勤め、1906年11月、海軍機関中将となり、1909年8月、予備役に編入された。
1899年3月、工学博士号を取得。1907年9月、男爵の爵位を授爵され、華族となる。1911年（明治44年）7月10日、貴族院男爵議員となり、死去するまで在任した。

## 栄典
- 1889年（明治22年）11月29日 - 大日本帝国憲法発布記念章[3]
- 1901年（明治34年）12月27日 - 勲二等瑞宝章[4]
- 1902年（明治35年）5月10日 - 明治三十三年従軍記章[5]
- 1906年（明治39年）4月1日 - 功三級金鵄勲章・明治三十七八年従軍記章[6]
- 1907年（明治40年）9月21日 - 男爵 [7]
- 1909年（明治42年）9月20日 - 正四位[8]

## 親族
- 長男 宮原旭（貴族院男爵議員）[9]
- 次男 宮原勲
- 娘婿 松本幹之亮（バタビヤ総領事）・坂野常善（海軍中将）・三谷雄一郞（三谷一二長男）[10]

## 脚註
1. ↑  『貴族院要覧（丙）』昭和21年12月増訂、20頁。
2. ↑  『貴族院要覧（丙）』昭和21年12月増訂、25頁。
3. ↑  『官報』第1938号「叙任及辞令」1889年12月12日。
4. ↑  『官報』第5548号「叙任及辞令」1901年12月28日。
5. ↑  『官報』第5820号・付録「辞令」1902年11月26日。
6. ↑  『官報』号外「叙任及辞令」1907年1月28日。
7. ↑  『官報』第7272号「授爵敍任及辞令」1907年9月23日。
8. ↑  『官報』第7874号「叙任及辞令」1909年9月21日
9. ↑  『平成新修旧華族家系大成』下巻、704頁。
10. ↑  宮原旭 (男性)人事興信録データベース（名古屋大学大学院法学研究科）